# Sobór Objawienia Pańskiego w Gorłówce
Sobór Objawienia Pańskiego – prawosławny sobór w Gorłówce, katedra eparchii gorłowskiej Ukraińskiego Kościoła Prawosławnego Patriarchatu Moskiewskiego.

## Historia
Cerkiew została wzniesiona na początku XXI w. Jest to świątynia dwupoziomowa, pięciokopułowa, z górną cerkwią Objawienia Pańskiego (dotąd nieukończona) i dolną Świętych Nowomęczenników i Wyznawców Rosyjskich, oddaną do użytku liturgicznego 23 czerwca 2013 i poświęconą 18 września 2013, w ramach miejskich obchodów 1025. rocznicy chrztu Rusi. Ceremonię wielkiego poświęcenia prowadził metropolita kijowski i całej Ukrainy Włodzimierz w asyście metropolitów odeskiego i izmaelskiego Agatangela, donieckiego i mariupolskiego Hilariona, arcybiskupów ługańskiego i alczewskiego Mitrofana, charkowskiego i bohoduchowskiego Onufrego, zaporoskiego i melitopolskiego Łukasza, świętogórskiego Arseniusza, gorłowskiego i słowiańskiego Mitrofana, biskupów makiejewskiego Barnaby, roweńkowskiego i swierdłowskiego Pantelejmona, siewierodonieckiego i starobielskiego Nikodema, lwowskiego Filareta oraz emerytowanego schibiskupa gorłowskiego i słowiańskiego Alipiusza i emerytowanego biskupa konotopskiego Innocentego. W budynku soboru znajdują się również pomieszczenia szkoły niedzielnej, zakrystii, baptysterium i pomieszczenie do produkcji prosfor. Na cerkiewnej dzwonnicy znajduje się dwanaście dzwonów, z których największy waży pięć ton.
Podczas walk armii ukraińskiej z separatystami prorosyjskimi na Ukrainie Wschodniej, w czasie oblężenia Gorłówki, dolną cerkiew soboru zamieniono na schron dla ludności cywilnej. 10 sierpnia w pobliżu soboru wybuchł pocisk artyleryjski, przez co sześć osób odniosło rany. Dwa dni po tym wydarzeniu ludność ukrywającą się w soborze ewakuowano.